# Nehalennia minuta
Nehalennia minuta är en trollsländeart. Nehalennia minuta ingår i släktet Nehalennia och familjen dammflicksländor.

## Underarter
Arten delas in i följande underarter:
- N. m. minuta
- N. m. selysi